# Campeonato de Portugal 1933
Il Campeonato de Portugal 1933 fu la dodicesima edizione del Campeonato de Portugal, torneo antenato della Coppa di Portogallo. La finale della competizione, giocatasi il 2 luglio 1933 allo Stadio do Lumiar, vide vincitore per la terza volta il Belenenses (già finalista perdente della passata edizione) che riuscì a sconfiggere per 3-1 i concittadini dello Sporting Lisbona.

## Partecipanti
- Aveiro:  Espinho,  Sanjoanense
- Braga:  Braga
- Coimbra:  União de Coimbra,  Académica
- Évora:  Lusitano
- Leiria:  Marinhense
- Lisbona:  Benfica,  União de Lisbona,  Sporting Lisbona,  Carcavelinhos FC,  Belenenses,  União Operária,  Casa Pia
- Madera:  Marítimo
- Porto:  Porto,  Salgueiros,  Boavista,  Leixões
- Portalegre:  Estrela Portalegre
- Setúbal:  Vitória Setúbal,  Luso,  Barreirense,  Comércio e Indústria
- Viana do Castelo:  Vianense
- Vila Real:  Vila Real
- Viseu:  Lusitano FC

## Primo Turno
|                      | Risultato |                    |
| -------------------- | --------- | ------------------ |
| União de Lisbona     | 1 - 0     | Lusitano FC        |
| Comércio e Indústria | 3 - 0     | Casa Pia           |
| Sporting Lisbona     | 2 - 1     | União Operária     |
| Benfica              | 6 - 0     | Marinhense         |
| Salgueiros           | 9 - 1     | Vila Real          |
| Espinho              | 4 - 0     | União de Coimbra   |
| Luso                 | 3 - 2     | Leixões            |
| Porto                | 8 - 0     | Vianense           |
| Barreirense          | 6 - 0     | Estrela Portalegre |
| Belenenses           | 5 - 1     | Lusitano           |
| Boavista             | 3 - 0     | Braga              |
| Académica            | 1 - 0     | Sanjoanense        |

## Secondo Turno
|                  | Risultato |                      | Andata | Ritorno | Spareggio |  |
| ---------------- | --------- | -------------------- | ------ | ------- | --------- |  |
| Sporting Lisbona | 7 - 1     | Luso                 | 6 - 0  | 1 - 1   |           |  |
| Benfica          | 4 - 0     | Comércio e Indústria | 2 - 0  | 2 - 0   |           |  |
| Espinho          | 1 - 9     | Salgueiros           | 1 - 3  | 0 - 6   |           |  |
| Porto            | 11 - 5    | União de Lisbona     | 9 - 1  | 2 - 4   |           |  |
| Barreirense      | 5 - 1     | Boavista             | 4 - 1  | 1 - 0   |           |  |
| Carcavelinhos FC | 4 - 7     | Belenenses           | 3 - 2  | 1 - 5   |           |  |
| Académica        | 4 - 4     | Vitória Setúbal      | 3 - 1  | 1 - 3   | 1 - 2     |  |

## Quarti di finale
|                  | Risultato |                 | Andata | Ritorno | Spareggio |  |
| ---------------- | --------- | --------------- | ------ | ------- | --------- |  |
| Sporting Lisbona | 3 - 2     | Marítimo        | 3 - 1  | 0 - 1   |           |  |
| Salgueiros       | 4 - 5     | Vitória Setúbal | 2 - 1  | 2 - 4   |           |  |
| Porto            | 10 - 4    | Benfica         | 8 - 0  | 2 - 4   |           |  |
| Barreirense      | 3 - 3     | Belenenses      | 2 - 1  | 1 - 2   | 1 - 4     |  |

## Semifinali
|                  | Risultato |                 | Andata | Ritorno | Spareggio |  |
| ---------------- | --------- | --------------- | ------ | ------- | --------- |  |
| Sporting Lisbona | 1 - 1     | Porto           | 1 - 1  | 0 - 0   | 3 - 1     |  |
| Belenenses       | 7 - 4     | Vitória Setúbal | 4 - 1  | 3 - 3   |           |  |

## Finale
| Arbitro: | José Travassos |

|                                  |           |            |
| Faroleiro 52’, 72’ José Luis 87’ | Marcatori | 33’ Mendes |